# Gumaga
Gumaga is een geslacht van schietmotten uit de familie van de Sericostomatidae. Het geslacht werd voor het eerst wetenschappelijk beschreven door M. Tsuda in 1938.

## Soorten
Het genus bevat de volgende soorten:

- Gumaga griseola (McLachlan, 1871)
- Gumaga hespera (N. Banks, 1914)
- Gumaga nigra (M.E. Mosely, 1938)
- Gumaga nigricula (R. McLachlan, 1871)
- Gumaga orientalis (A.V. Martynov, 1935)
- Gumaga quyeni Malicky, 1995